# Eduardo Gómez Haro
Eduardo Gómez Haro (5 de noviembre de 1871, Puebla de los Ángeles- 12 de agosto de 1938, Ciudad de México) fue un literato, periodista, historiador y poeta mexicano.

## Esbozo biográfico
Nació del matrimonio formado por don Eduardo Gómez y Morales y doña Luz de Haro y Cazarín. Su primera educación la recibió en el colegio del poeta sanandreseño Manuel M. Flores y el de Manuel García Conde. Pasó luego al Colegio Franco-Mexicano de educación primaria bajo la dirección de Francisco J. Cid. La preparatoria y los primeros años de medicina los estudió en el Colegio del Estado donde destacó por su aprovechamiento, pero su carrera fue trunca, porque su afición a la literatura y al periodismo lo llevaron por otro lado.
Desde estudiante empezó a escribir y a publicar periódicos: El Rebuzno, de carácter político; El Cocuyo y El Bohemio, de literatura; y el diario El Día que no daba lugar a ninguna nota roja o escandalosa. No satisfecho con esos periódicos colaboró en otros locales: El Amigo de la Verdad, El Presente, La Musa del Atoyac, El Clarín de Oriente y Puebla Ilustrada. 
Perteneció a la Sociedad Mexicana de Geografía y Estadística y fue profesor del Instituto Normalista de su Estado natal. Fue director del periódico oficial del Estado por varios años y desde 1916, en que se trasladó a la Ciudad de México, jefe del departamento de corrección del Excelsior, hasta su muerte ocurrida en 1938.

## Obras
Entre sus libros históricos figuran:
- Puebla y sus Gobernantes (2 volúmenes).
- Puebla y la Guerra de Independencia
- Reminiscencias históricas, publicada en fragmentos.
- El Teatro Principal.
- La historia del periodismo mexicano.

Colecciones de versos líricos:
- Púgil (1905)
- Alma española (1914)
- Tradiciones y Leyendas de Puebla (1944), obra póstuma publicada por su hijo Carlos.

Para el teatro escribió:
- Toros en Puebla
- El 30 de febrero
- El holgazán arrepentido

Comedias y Zarzuelas:
- El Cristo de bronce
- La rendición en la Muerte
- El crimen de la Profesa
- Puebla y el 5 de mayo
- Siluetas poblanas, que alcanzó más de cien representaciones en los teatros de Puebla.
- Orfandad
- Los azares de la boda
- Entre la vida y la muerte, drama en el que se inspiró Benito Pérez Galdós para escribir Amor y Ciencia.